# ライアン・バベル
ライアン・フーノ・バベル（Ryan Guno Babel, 1986年12月19日 - ）は、オランダ・アムステルダム出身の元サッカー選手。元オランダ代表。現役時代のポジションはFW、MF。

## クラブ経歴

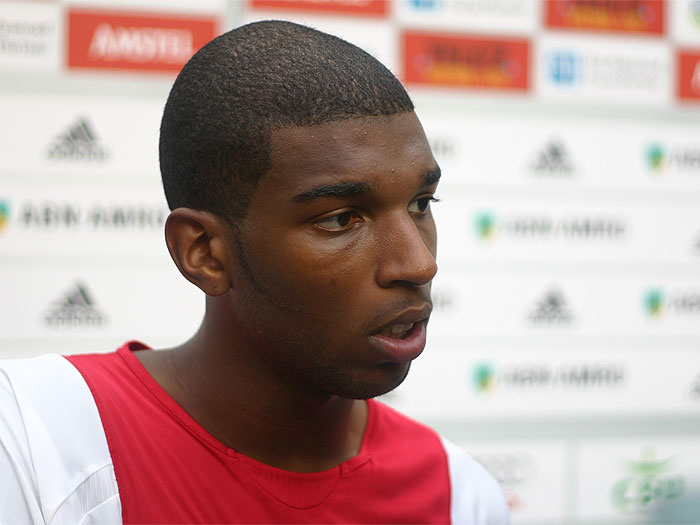
アヤックス時代のバベル

1998年からアヤックスのユースチームに所属し、2004年2月1日、ADOデン・ハーグ戦でトップチームデビューを果たした。2004年11月20日、デ・フラーフスハップ戦でプロ初ゴールを記録した。
2007-08シーズン夏季移籍期間に、1150万ポンドでリヴァプールFCへ移籍した。
2007-08シーズンには左サイドハーフとして出場機会を得ることができたが、2008-09シーズン夏季移籍期間にRCDエスパニョールよりアルベルト・リエラが加入したことにより2008-09シーズンは出場機会が限られた。2009-10シーズンもリヴァプールFCでの出場機会が保障されないため、ワールドカップ出場のため冬の移籍市場での古巣アヤックスへのレンタル移籍を希望している。
2010-11シーズン、FAカップ3回戦・マンチェスター・ユナイテッド戦に敗北した後、主審のハワード・ウェブを指してTwitterに「彼が最高の審判の一人だって？　冗談だろう」と書き込み、ウェブにマンUのユニホームを着せたウェブの精巧な合成写真を掲載し侮辱した。この件を受けて、イングランドサッカー協会は1万ポンドの罰金処分を下した。
2011年1月25日、ブンデスリーガ・TSG 1899ホッフェンハイムへ2年半契約で移籍した。2012年8月、ホッフェンハイムとの契約を解消し、古巣のアヤックスに移籍。
2015年7月にUAE・アル・アインFCに移籍したが、2016年9月に契約を解除した。
2016年9月14日、デポルティーボ・ラ・コルーニャに加入した。
2017年1月2日、ベシクタシュJKと2019年6月までの契約で加入した。
2019年1月15日、フラムFCに完全移籍。
2019年6月、トルコのガラタサライSKに移籍した。
2020年1月11日、2020年6月30日までのレンタル移籍でアヤックスに復帰することが発表された。
2022年7月29日、エユプスポルに移籍した。
2024年11月9日、現役引退を表明した。

## 代表経歴

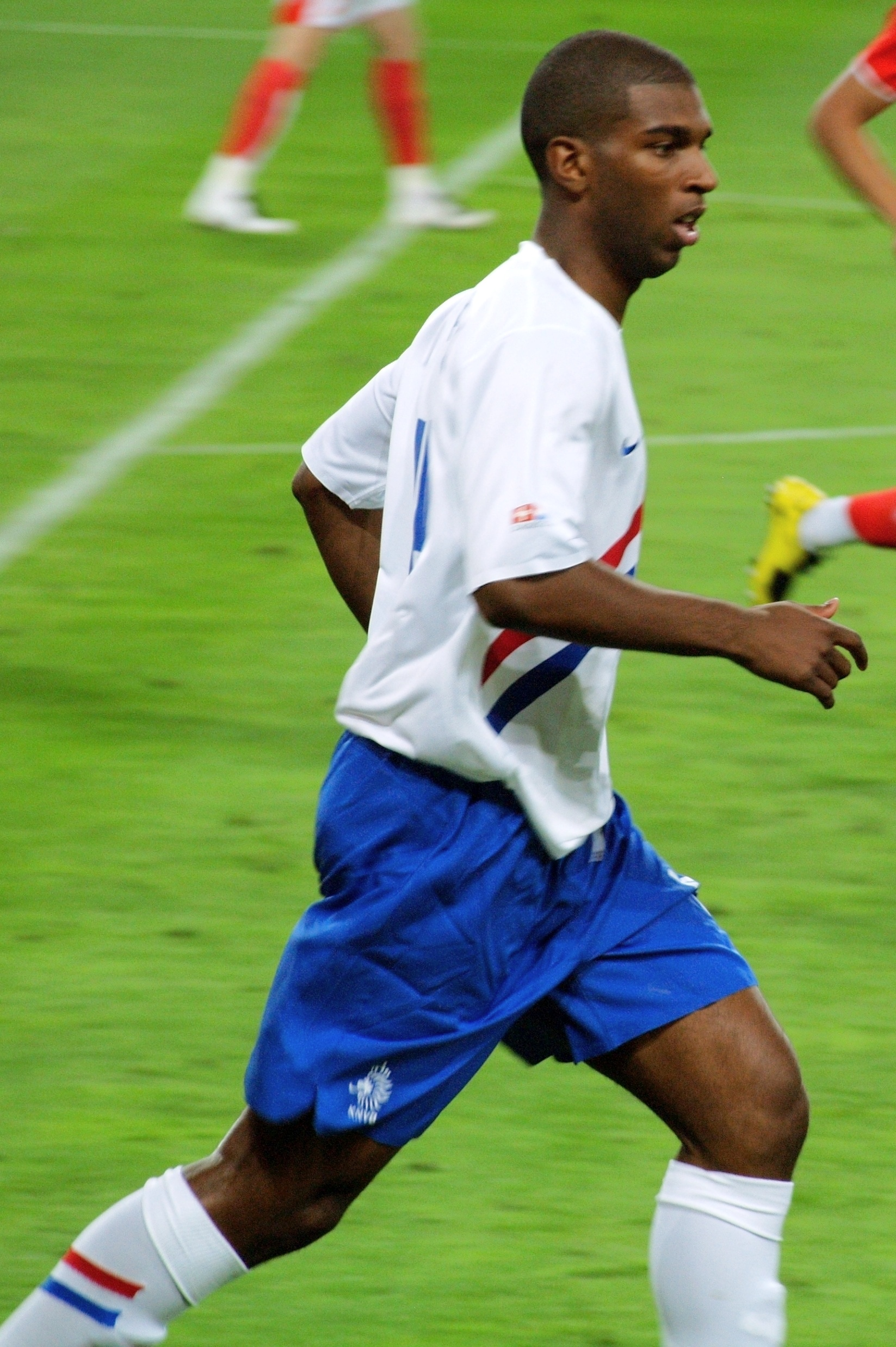
オランダ代表でのバベル

オランダ代表として2005 FIFAワールドユース選手権に出場し、4試合で2ゴールを挙げる活躍をした。チームは準々決勝で敗退した。
2005年3月26日、2006年ドイツW杯欧州予選のルーマニア代表戦でデビューを果たし、代表初ゴールを記録した。このゴールはオランダ代表の最年少ゴール記録であり、従来の記録を4年更新したものであり68年ぶりに塗り替えた。
2006年にはマルコ・ファン・バステン監督から2006 FIFAワールドカップのメンバーに選出された。しかし膝を負傷していたため、アルゼンチン代表戦の出場のみにとどまった。ファン・バステンはバベルに対して、次のティエリ・アンリになれるポテンシャルがあると評価した。
2007年6月、U-21代表としてUEFA U-21欧州選手権2007に出場し、2ゴールを挙げチームの優勝に貢献した。決勝戦のセルビア代表戦ではマンオブザマッチに選ばれた。また翌年には北京オリンピックにも出場し、1ゴールを記録した。
2010年5月27日、ベルト・ファン・マルワイク監督から2010 FIFAワールドカップのメンバーに選出された。チームは決勝に進んだが、バベルに出場の機会は回ってこなかった。
2017年9月、FIFAワールドカップ予選でベラルーシ、ブルガリアと対戦するオランダ代表に6年ぶりに召集された。

## 代表歴

### 出場大会
- オランダ代表
  - 2006 FIFAワールドカップ
  - 2010 FIFAワールドカップ

### 試合数
- 国際Aマッチ 69試合 10得点（2005年-2021年）[11]

| オランダ代表 | 国際Aマッチ | 国際Aマッチ |
| 年           | 出場        | 得点        |
| ------------ | ----------- | ----------- |
| 2005         | 4           | 2           |
| 2006         | 7           | 1           |
| 2007         | 10          | 1           |
| 2008         | 8           | 1           |
| 2009         | 8           | 0           |
| 2010         | 3           | 0           |
| 2011         | 2           | 0           |
| 2012         | 0           | 0           |
| 2013         | 0           | 0           |
| 2014         | 0           | 0           |
| 2015         | 0           | 0           |
| 2016         | 0           | 0           |
| 2017         | 4           | 1           |
| 2018         | 8           | 2           |
| 2019         | 9           | 2           |
| 2020         | 4           | 0           |
| 2021         | 2           | 0           |
| 通算         | 69          | 10          |

## タイトル

### クラブ
アヤックス・アムステルダム
- エールディヴィジ 2012-13
- KNVBカップ 2005-06, 2006-07
- ヨハン・クライフ・スハール 2005, 2006

ベシクタシュ
- スュペル・リグ 2016-17

### 代表
U-21オランダ代表
- UEFA U-21欧州選手権2007